# Alb Fils Kliniken
Die Alb Fils Klinikum GmbH ist ein kommunales Krankenhaus in Trägerschaft des Landkreises Göppingen in Baden-Württemberg. Es übernimmt die Grund- und Regelversorgung im Kreisgebiet. Zusätzlich ist es akademisches Lehrkrankenhaus der Universität Ulm. Das Klinikum besteht aus mehreren Einrichtungen, deren zentrale medizinische Versorgung im Neubau in Göppingen gebündelt wurde. Die Klinik ist mit rund 645 Betten ausgestattet, davon sind 43 Intensivbetten. Jährlich werden etwa 30.000 Patienten stationär und rund 135.000 ambulant behandelt (Stand: 2024).
Das Unternehmen beschäftigt rund 2.600 Mitarbeiter, darunter etwa 340 Ärzte sowie rund 1.300 Gesundheits- und (Kinder-)Krankenpflegerinnen und -pfleger. Sie sind in 50 Fachkliniken, Zentren und Instituten sowie in 12 angegliederten Arztpraxen tätig. Zusätzlich betreibt das Alb Fils Klinikum eine eigene Schule für Kranken- und Pflegeberufe. Die Geschäftsführung des Klinikums liegt bei Ingo Hüttner (medizinischer Geschäftsführer und Vorsitzender der Geschäftsführung) sowie Wolfgang Schmid (kaufmännischer Geschäftsführer).
Der 2025 fertiggestellte Neubau der Zentralklinik in Göppingen ist eines der größten Krankenhausbauprojekte Baden-Württembergs. Die Deutsche Gesellschaft für Nachhaltiges Bauen (DGNB) zeichnete das Klinikum als erstes Krankenhaus in Baden-Württemberg mit dem DGNB-Vorzertifikat in Gold aus. Damit ist es das erste sogenannte „Green Hospital“ im Land. Die nachhaltige Bauweise umfasst unter anderem eine großflächige Photovoltaikanlage, die einen wesentlichen Anteil des Strombedarfs deckt, sowie die Anbindung an das Fernwärmenetz des Göppinger Müllheizkraftwerks.
Die Klinik verfügt über eine hochmoderne Infrastruktur: 12 Operationssäle inklusive eines Hybrid-OPs, großzügige Aufwachräume, drei Herzkathetermessplätze, neue Großgeräte in der Radiologie sowie eine zentrale Rohrpostanlage zur schnellen Beförderung von Laborproben. Besonderer Fokus liegt auf Digitalisierung und technologischer Innovation. Hierzu zählen ein hoher Automatisierungsgrad, digitale Medikamentenpläne mit patientenindividueller Verblisterung, Self-Check-in-Terminals, KI-gestützte Diagnostikunterstützung sowie E-Ladestationen im zugehörigen Parkhaus.

## Geschichte
Die Ursprünge des Krankenhauses in Göppingen gehen auf das Jahr 1829 zurück, als auf Initiative des Oberamtsarztes Friedrich Hartmann ein erstes Krankenhaus mit wenigen Betten nahe der heutigen Marktstraße gegründet wurde. Ein Neubau mit 80 Betten wurde am 20. Oktober 1886 an der Eberhardstraße eröffnet. Seit 1907 unterstand das Haus der Kreisverwaltung. In den folgenden Jahrzehnten wurde das Krankenhaus mehrfach erweitert.
Ein bedeutender Entwicklungsschritt war der Kreistagsbeschluss vom 5. Juni 1964 zum Bau eines neuen Kreiskrankenhauses am Eichert. Den ausgeschriebenen Architektenwettbewerb gewannen die Wiener Architekten Marchart und Moebius. Am 11. Oktober 1971 erfolgte der erste Spatenstich, das Richtfest wurde am 9. Mai 1974 gefeiert, und die Einweihung des in Sichtbeton gehaltenen Gebäudes mit 1.000 Betten fand am 23. Juli 1979 statt. Ergänzt wurde der Bau durch eine Energiezentrale, einen Betriebskindergarten sowie Personalwohnheime mit 266 Wohnungen.
Im Jahr 2011 wurde der erhebliche Sanierungsbedarf des Bestandsgebäudes festgestellt. Ein Gutachten empfahl daraufhin einen Neubau, der schneller, wirtschaftlicher und funktionaler realisierbar wäre. Der Kreistag stimmte dem Projekt im November 2012 einstimmig zu. Der Rückbau des alten Kindergartens und der Wohnheime begann im Sommer 2018. Der Neubau wurde am 1. April 2019 offiziell begonnen und im Juli 2025 bezogen.
Im Mai 2021 beschloss der Kreistag zudem, die Helfensteinklinik in Geislingen nicht länger als stationäre Klinik zu betreiben. Trotz öffentlicher Kritik wurde die Klinik in das Gesundheitszentrum Helfenstein umgewandelt, die seither ambulante Leistungen anbietet.

## Kliniken und Institute
- Klinik Gastroenterologie, Hepatologie und Diabetes
- Klinik für Kardiologie und internistische Gefäßmedizin
- Zentrum für Pneumologie und Beatmungsmedizin
- Klinik für Nieren-, Hochdruck- und Autoimmunerkrankungen
- Klinik für Hämatologie, Onkologie, Infektionskrankheiten und Palliativmedizin
- Klinik für Radioonkologie und Praxis für Strahlentherapie
- Orthopädisch-Unfallchirurgisches Zentrum
- Klinik für Allgemein- und Viszeralchirurgie
- Thoraxchirurgie
- Klinik für Gefäßchirurgie
- Plastische und Ästhetische Chirurgie
- Klinik für Mund-, Kiefer- und plastische Gesichtschirurgie
- Klinik für Urologie
- Frauenklinik mit Geburtshilfe und Gynäkologie
- Klinik für Kinder- und Jugendmedizin
- Klinik für Anästhesiologie, Intensivmedizin, Notfallmedizin und Schmerztherapie
- Klinik für Diagnostische und Interventionelle Radiologie
- Institut für Pathologie
- Institut für Laboratoriumsmedizin mit Laborpraxis
- Zentrale Notaufnahme Alb Fils Klinikum
- Zentralapotheke
- Belegklinik für Hals-Nasen-Ohren-Heilkunde
- Kurzstationäre Allgemeinmedizinische Versorgung im Gesundheitszentrum Helfenstein, Geislingen

## Zentren und Schwerpunkte
- Sozialpädiatrisches Zentrum
- Geriatrischer Schwerpunkt
- Zertifiziertes Onkologisches Zentrum
- Zertifiziertes Darmkrebszentrum
- Zertifiziertes Magenkrebszentrum
- Zertifiziertes Pankreaskarzinomzentrum
- Zertifiziertes Magenkrebszentrum
- Zertifiziertes Brustkrebszentrum
- Zertifiziertes Gynäkologisches Krebszentrum
- Zentrum für Hämatologische Neoplasien
- Leberzentrum
- Zertifiziertes Prostatakrebszentrum
- Zertifiziertes Endometriosezentrum
- Zertifiziertes Wirbelsäulenzentrum
- Zertifiziertes Endoprothektikzentrum
- Zertifiziertes Regionales Traumazentrum
- Zertifiziertes Alterstraumazentrum
- Regionales Schmerzzentrum des Landes Baden-Württemberg
- Diabeteszentrum
- Gefäßzentrum
- Shuntzentrum
- Perinatalzentrum
- Zertifiziertes Lungenkrebszentrum
- Thoraxzentrum Südwest
- Zentrum für Palliativmedizin
- da Vinci®-Zentrum
- Ambulantes OP-Zentrum
- Betriebsärtzliches Zentrum

## Medizinische Versorgungszentren

### Standort Göppingen
- Praxis für Gefäßchirurgie
- Praxis für Hämatologie und internistische Onkologie
- Praxis für Gynäkologie und Geburtshilfe
- Praxis für psychologische Psychotherapie
- Praxis für Mund-, Kiefer-, und plastische Gesichtschirurgie
- Praxis für Allgemein- und Akutmedizin
- Praxis für Laboratoriumsmedizin
- Praxis für Pathologie

### Standort Geislingen
- Praxis für Allgemein- und Akutmedizin
- Praxis für Gynäkologie und Geburtshilfe
- Praxis für Innere Medizin
- Praxis für Kinder- und Jugendmedizin

### Standort Donzdorf
- Praxis für Orthopädie